# Pogrom de Shusha
Pogrom de Shusha ou Massacre de Shusha (em armênio/arménio: Շուշիի ջարդեր; romaniz.: Shushii charder) foi um massacre da população armênia de Shusha e a destruição da metade armênia da cidade após a supressão da revolta armênia contra as autoridades da República Democrática do Azerbaijão em 1920.